# Айзкраукльская волость
А́йзкраукльская волость (латыш. Aizkraukles pagasts) — одна из территориальных единиц Айзкраукльского края Латвии в историко-культурной области Видземе. Граничит с городом Айзкраукле, Скриверской, Серенской и Кокнесской волостями своего края и с Крапской волостью Огрского края. Волостной центр — село Айзкраукле.

## История
Айзкраукльское городище, расположенное за границей Айзкраукльской волости на территории Скриверской волости, впервые упоминается в летописи Латышского Индрикиса в 1203 году. Считается, что название произошло от гидронима Ашкере — притока Даугавы. В 1205 году немецкие крестоносцы сожгли замок Айзкраукле, и Ливонский орден построил свой каменный замок в устье реки Кариксте, притока Даугавы. В 1279 году произошла битва при Айзкраукле между войсками крестоносцев Ливонского ордена, в состав которых входили отряды датской Эстонии, куршей и земгалов и войсками Великого княжества Литовского под командованием князя Тройдена. В этой битве Ливонский орден потерпел серьёзное поражение.

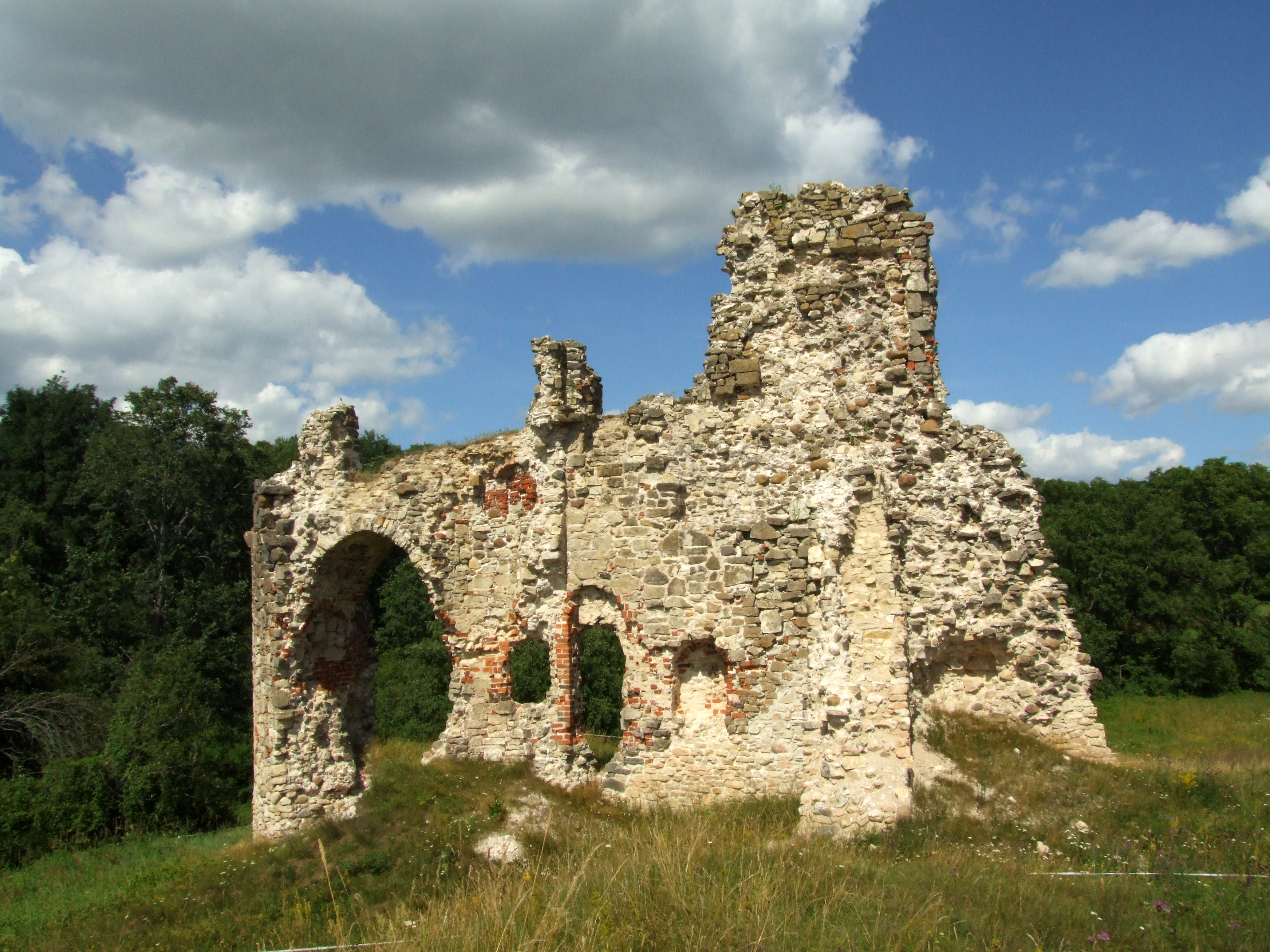
Руины Айзкраукльского замка

После окончания Второй мировой войны, в 1945 году в Айзкраукльской волости были образованы Айзкраукльский и Карикстский сельсоветы, После отмены в 1949 году волостного деления Айзкраукльский сельсовет входил в состав Плявинского района. В 1954 году большая часть Карикстского сельсовета была присоединена к Айзкраукльскому сельсовету.
В 1961 году Айзкраукльский сельсовет был ликвидирован, но его территория была присоединена к городскому посёлку имени Петра Стучки, образовавшемуся на южной стороне Айзкраукльского сельсовета на берегу Даугавы, где в 1960 году началось строительство Плявиньской ГЭС. В 1967 году городской посёлок имени Петра Стучки получил статус города и был переименован в город Стучка. Одновременно был образован Стучкинский район. В 1975 году на территории сельской местности Стучка был вновь создан Айзкраукльский сельсовет, который в 1990 году был преобразован в Айзкраукльскую волость. В 1991 году Стучкинский район был переименован в Айзкраукльский.
В 2001 году в составе Айзкраукльского района был образован Айзкраукльский край. В 2009 году, в результате латвийской административно-территориальной реформы, после упразднения районного деления Айзкраукльский край являлся самостоятельной административной единицей, состоявшей из Айзкраукльской волости и города Айзкраукле. В ходе административно-территориальной реформы Латвии 2021 года Айзкраукльский край был укрупнён за счёт волостей упразднённых соседних краёв.

## География
Айзкраукльская волость расположена на южной окраине Среднелатвийской низменности, в древней долине нижнего течения Даугавы, на правом берегу Даугавы. В западной части волости находится невысокая равнина из песчаника, отложенная талыми ледниковыми водами, занятая Айзкраукльским болотом, где в приток Даугавы Диваю впадают реки Брасла и Майзите.
В средней части волости расположена пологоволнистая равнина. Рядом с Лиелмани находится самая высокая точка волости — 106,4 м над уровнем моря. Юг волости окружен старой долиной нижнего течения Даугавы. Ширина её верхнего яруса 2—3 км, глубина 10—20 м, ширина нижнего яруса 800 м, глубина 10—35 м.
Местами обнажаются крутые доломитовые стены. Общая глубина древней долины достигает 60 м, ее берег пересекает каньонообразная долина реки Кариксте. Выше по течению Даугавы, за плотиной Плявиньской ГЭС начинается Плявиньское водохранилище, уровень которого средний уровень которого составляет 72 м над уровнем моря. С другой стороны плотины Плявиньской ГЭС, ниже по течению начинается Кегумское водохранилище, средний уровень которого составляет 32 м над уровнем моря.

## Население
В 1935 году в Айзкраукльской волости проживал 1301 житель, из них 95,4 % латышей, 2,5 % русских, 1,0 % немцев, 1,0 % поляков. К 1989 году в селе Айзкраукле были построены многоэтажные жилые дома, здесь находилась центральная усадьба колхоза «Айзкраукле», и число жителей достигло 529 человек. Другими наиболее населёнными пунктами были станция Айзкраукле — 83 человека, Айзпури — 75 человек, Папардес — 36 человек.
В 2000 году в Айзкраукльской волости проживало 1326 человек, из них 47,1 % мужчин, 52,9 % женщин. По национальному составу: латышей — 87,0 %, русских — 7,4 %, белорусов — 2,1 %, поляков — 1,2 %, литовцев — 0,8 %. В волостном центре — селе Айзкраукле проживало 492 человека.
По состоянию на 1 января 2022 года население волости составляло 1037 человек.

## Экономика
Во время аграрной реформы 1920 года Айзкраукльская мыза была разделена на 201 небольшое хозяйство. В 1935 году в волости было 288 крестьянских хозяйств. В 1927 году был построен молочный завод, действовала также печь для обжига кирпича и извести, три продуктовых магазина.
В 1948 году в Айзкраукльской волости были созданы колхозы «Айзкраукле», «Аусма», «Даугава», «1-е Мая», «Октябрь». После их объединения был создан укрупнённый колхоз «Айзкраукле».
По состоянию на 2000 год в волости работал молочный завод ООО «Aizkraukles piens», имелись деревообрабатывающая и столярная мастерские, кондитерский цех, несколько магазинов. В Лиелмани имелась база отдыха.

### Транспорт
Через волость проходит железнодорожная линия Рига — Даугавпилс, государственная автомобильная дорога высшей категории A6 Рига — Даугавпилс — Краслава — Патарниеки и местные автодороги V954 Айзкрауле — Айзпури и V958 Айзкрауле — станция Айзкраукле. Обеспечивая автобусное сообщение с городом Айзкраукле, волость пересекают несколько междугородных и пригородных автобусных маршрутов.

## Образование и культура
В 1840 году была основана Айзкраукльская приходская школа, которая действовала до 1917 года. В 1864 году был создан один из первых хоров в округе. В 1868 году было создано приходское певческое общество Айзкраукле, а в 1869 году организован ещё один хор. В 1870 году была открыта Айзкраукльская волостная школа.
В 1962 году была построена средняя школа посёлка имени П. Стучки. В советское время был построен Дом культуры (1988) и открыт детский сад.
На 2000 год в волости работали: танцевальный коллектив среднего поколения «Айзкраукле», молодежный танцевальный коллектив «Педа», детский танцевальный коллектив «Айзкрауклени», женский вокальный ансамбль «Спидала», сельская капелла «Varbūt», танцевальный оркестр. Есть трасса BMX (создана в 1987 году).